# Motta Sant’Anastasia
Motta Sant’Anastasia település Olaszországban, Szicília régióban, Catania megyében. Lakosainak száma 12 081 fő (2023. január 1.). Motta Sant’Anastasia Belpasso, Camporotondo Etneo, Catania és Misterbianco községekkel határos.

## Népesség
A település lakossága az elmúlt években az alábbi módon változott:
| Lakosok száma | 12 221 | 12 189 | 12 081 |
|               | 2017   | 2018   | 2023   |

## Híresség
Itt született Giuseppe Di Stefano világhírű tenor operaénekes, 1921. július 24-én.